# Palais « Ukraine »
Palais « Ukraine » (en ukrainien : Палац «Україна») est une des salles principale de concerts (avec le Palais des Sports) à Kiev  (la capitale de l'Ukraine).
Elle est aussi utilisée pour des congrès.

## Histoire
Bien qu'elle a été construite finalement sur une ancienne place du marché dans la rue Krasnoarmeyskaya, il était prévu quelle soit construite sur la place du Monastère Saint-Michel-au-Dôme-d'Or.
Christina Aguilera, Sofia Rotaru, Luciano Pavarotti et Enrique Iglesias sont quelques-uns des artistes qui ont joué dans la salle.